# Adam Federici
Adam Federici (Nowra, Nueva Gales del Sur, 31 de enero de 1985) es un  exfutbolista australiano que jugaba de portero.

## Selección nacional
Fue internacional con la selección de fútbol de Australia y participó en el Mundial de Sudáfrica 2010.

## Clubes
| Club                               | País       | Año        |
| ---------------------------------- | ---------- | ---------- |
| Wolverhampton Wanderers F. C.      | Inglaterra | 2003       |
| Sassari Torres 1903                | Italia     | 2003-2004  |
| Reading F. C.                      | Inglaterra | 2005-20015 |
| Maidenhead United F. C. (cedido)   | Inglaterra | 2005       |
| Northwood F. C. (cedido)           | Inglaterra | 2005       |
| Carshalton Athletic F. C. (cedido) | Inglaterra | 2006       |
| Bristol City F. C. (cedido)        | Inglaterra | 2006       |
| Southend United F. C. (cedido)     | Inglaterra | 2008       |
| AFC Bournemouth                    | Inglaterra | 2015-2018  |
| Nottingham Forest F. C. (cedido)   | Inglaterra | 2017       |
| Stoke City F. C.                   | Inglaterra | 2018-2020  |
| Macarthur F. C.                    | Australia  | 2020-2021  |